# クリエイターズ
『ななこのクリエイターズ』は、東海ラジオで放送されているラジオ番組。

## 概要
YouTuberをはじめとする動画クリエイターがパーソナリティーを務める日本初のラジオ帯番組『クリエイターズ』として2019年10月1日に放送開始。同局ではその前年から、東海オンエアを起用した『東海オンエアラジオ』を放送しており、それに続くYouTuber出演ラジオ番組である。曜日ごとの各パーソナリティーがそれぞれトークコーナーやリスナー参加コーナーを展開していた。
2022年の春改編で帯番組としての放送は終了。金曜日（木曜深夜）にななこが担当していた『ななこのクリエイターズ』のみが存続する形で週1回放送に変更した。
なお、パーソナリティーのほぼ全員がUUUM所属（出演当時）であり、現時点で例外はまらしぃのみとなっている。

## 放送時間
| 期間                          | 放送時間（JST）                                 |
| ----------------------------- | ----------------------------------------------- |
| 2019年10月1日 - 2020年3月20日 | 火曜 - 金曜 20:00 - 21:00                       |
| 2020年3月30日 - 2021年3月25日 | 火曜（月曜深夜） - 金曜（木曜深夜） 1:00 - 2:00 |
| 2021年3月29日 - 2022年3月24日 | 火曜（月曜深夜） - 金曜（木曜深夜） 2:00 - 3:00 |
| 2022年4月3日 - 現在           | 日曜 22:30 - 23:00                              |

## 出演者

### 現在のパーソナリティー
- ななこ - 岐阜県出身・在住の動画クリエイター。

### 歴代パーソナリティー

#### 帯番組時代
| 期間       | 期間                          | 火曜                     | 水曜                     | 木曜             | 金曜             |
| ---------- | ----------------------------- | ------------------------ | ------------------------ | ---------------- | ---------------- |
| 2019年下期 | 2019年10月1日 - 2020年3月20日 | 夕闇に誘いし漆黒の天使達 | えっちゃん（ボンボンTV） | わっきゃい       | まらしぃ         |
|            |                               | 火曜（月曜深夜）         | 水曜（火曜深夜）         | 木曜（水曜深夜） | 金曜（木曜深夜） |
| 2020年上期 | 2020年3月30日 - 2020年9月24日 | デカキン                 | 夕闇に誘いし漆黒の天使達 | かわにしみき     | はなおでんがん   |
| 2020年下期 | 2020年9月28日 - 2020年12月3日 | デカキン                 | 夕闇に誘いし漆黒の天使達 | かわにしみき     | ななこ           |
| 2020年下期 | 2020年12月7日 - 2021年3月25日 | 北の打ち師達             | 夕闇に誘いし漆黒の天使達 | かわにしみき     | ななこ           |
| 2021年上期 | 2021年3月29日 - 2022年3月24日 | 北の打ち師達             | つる兄（つるつるTV）     | はるあん         | ななこ           |
| 2021年下期 | 2021年3月29日 - 2022年3月24日 | 北の打ち師達             | つる兄（つるつるTV）     | はるあん         | ななこ           |